# Marija Šerifović
Marija Šerifović (Kragujevac, 14 de noviembre de 1984) es una cantante serbia, conocida por ser la ganadora del Festival de Eurovisión en 2007 con la canción «Molitva». La madre de Marija, Verica Serifovic, es una conocida intérprete de música étnica. Fue miembro del jurado para escoger la entrada eurovisiva de Irlanda para el festival de 2008. También formó parte del Jurado Internacional del Melodifestivalen en 2009, que eligió la canción que posteriormente representaría a Suecia en el Festival de Eurovisión de 2009.

## Biografía

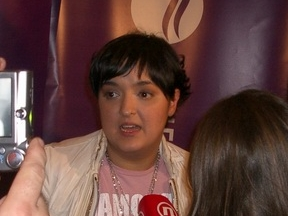
Marija durante la conferencia de prensa de la entrevista de ganadora del "Beovizija 2007".

Nació en Kragujevac, Serbia (ant. Yugoslavia) el 14 de noviembre de 1984. Su familia era ya conocida en el ámbito de la música, dado que su madre, era una conocida intérprete de música étnica. Desde su infancia, Marija era más que una simple aficionada a la música. Cuando tenía 12 años actuó por primera vez en público. La actuación no solo puso de manifiesto la calidad de la voz y de la interpretación, sino que también fue llamativa por la inusual elección de canciones que llevó a cabo Marija, entre las que destacaba «I Will Always Love You» de Whitney Houston.
Ella inicio su oficial carrera musical de Marija y fue en 2003 cuando grabó su primer álbum en solitario titulado «Naj, najbolja». Ese mismo año participó en el "Festival de Budva" con la canción «Горка чоколада» («Chocolate amargo»). En esta competición veraniega fue muy importante de 2004. Kompozicijiom con el "dolor y la locura ", y ganó el primer lugar. Los críticos han continuado, y se ha caracterizado como uno de los raros talentos de nuestra región (Serbia) y el público aceptado como un cantante que su voz es una emoción en particular.
A continuación, de 2005, los triunfos de "Радијском фестивалу" (Radio Fiesta) con la canción «U nedelju». Este evento ha recibido prácticamente todo el jurado de los premios, para la interpretación, el premio de los periodistas, colegas y premio especial de reconocimiento de la región.
Después de gran éxito, Marija grabó su segundo CD titulado «No Love» y qué se está convirtiendo en una joven estrella serbia y probó su primer concierto como solista en el "Centro Sava", que fue calificado como el evento musical excepcional.
El Festival de la Canción de Eurovisión 2007 fue la elección de los representantes de Serbia en la "ESC", y Marija Serifovic ganó la semifinal y la final consiguiendo el primer puesto en la semifinal y en la final de la tarde con la canción "Molitva". En Helsinki, como el representante de Serbia dio la victoria a su país y dirigido por el Festival de Eurovisión 2008 en Serbia, como lo había prometido después de ganar el "Beovizija".
Marija es una de las mejores vocalistas femeninas de la escena musical serbia y su interpretación se caracteriza por emociones fuertes, de color específico y la intensidad de la voz que ganó no sólo la atención, sino también los corazones de los oyentes.
Marija siempre señala que la música es el significado de su vida y que no hay nada en el mundo entero que podía hacer y reemplazar la cantidad de amor y de felicidad que se siente cada vez que se llega a la escena. Este es sin duda la clave de su éxito.

## Carrera musical

### Festivales

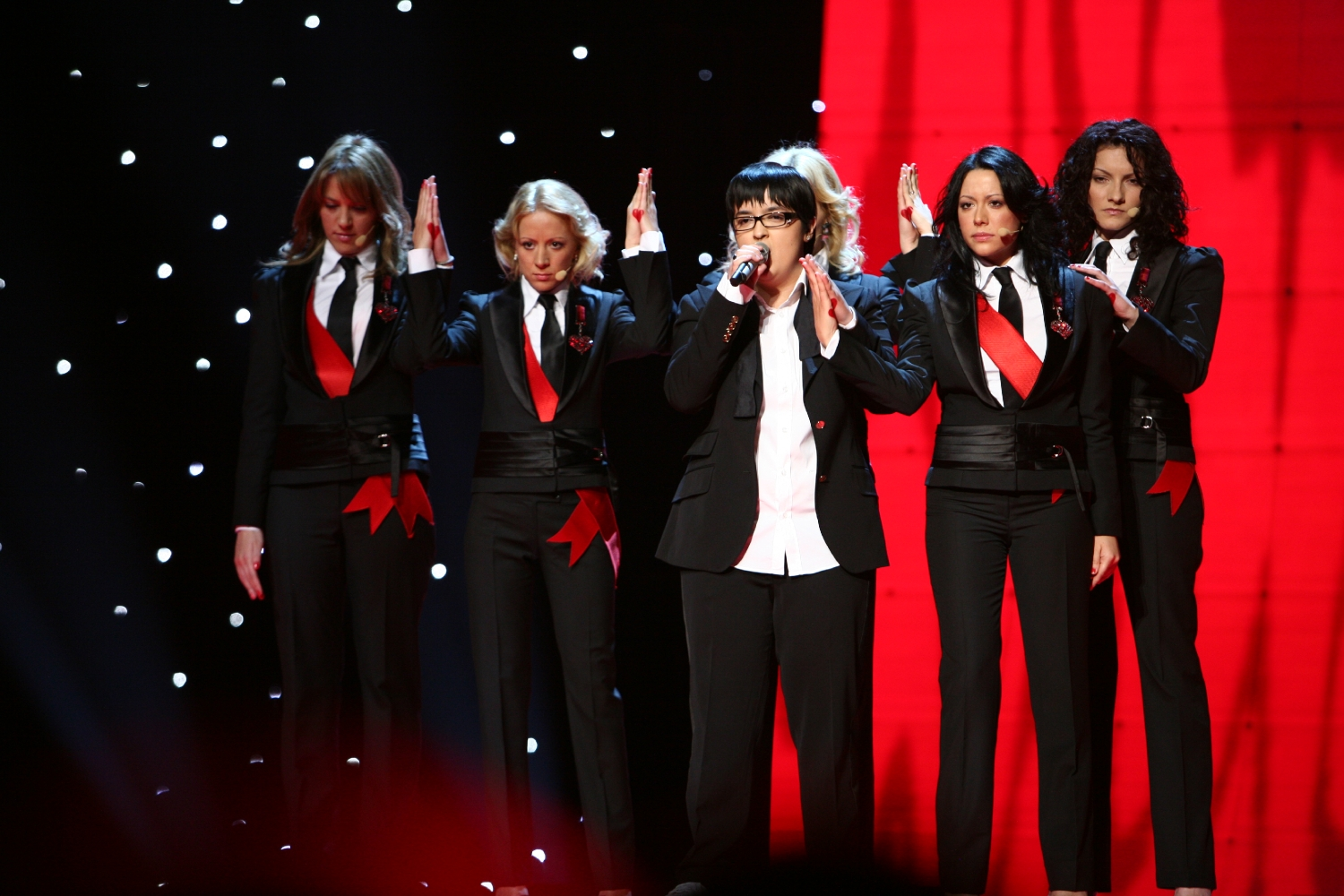
Marija durante la presentación de «Molitva», canción ganadora del Festival de la Canción de Eurovisión 2007.

En 2003, participó en el Festival de Budva con la canción čokolada Gorka ("chocolate amargo") de nuevo por Darko Dimitrov. En 2004, tomó parte en el mismo festival una vez más con una canción llamada Bol hacer ludila ("el dolor hasta la locura") y ganó el primer premio. La canción fue un regional de adorno gráfico. Para el Beovizija 2005, y luego la semifinal de la antigua Serbia y Montenegro nacional de pre-selección del Festival de Eurovisión, Evropesma serbio, la canción se llamaba Ponuda ("Oferta"), y llegó el 18. Ese mismo año, entró como favorito y ganó el Festival de Radio Serbia con una canción nedelju U ("el domingo"), escrito por Leontina Vukomanović. También recibió el premio a la mejor interpretación vocal.

### Conciertos
El 21 de febrero de 2007, Šerifović sostuvo su primer concierto en solitario en el Sava de Belgrado Centar, que se considera una ruptura importante en la escena musical serbia. Una audiencia de 4.000 asistieron a fuertes.
Durante las elecciones parlamentarias de Croacia, de 2007, Marija Serifovic cantó en Zagreb para el Partido Democrático Serbio Independiente.
Beovizija y el Festival de Eurovisión 2007.

### 2008-2012: Molitva Šerifović Tour y dos nuevas producciones discográficas
Después de haber tenido mucho éxito en Serbia y otros países de Europa, lanzó su nuevo disco llamado Nisam Andejo el 17 de octubre de 2008. Durante sus primeras semanas de estreno, llegó a lograr la posición entre 10 y 5 de mejores canciones de Serbia y Europa. 
Siguió teniendo éxito con su disco, hasta que lanzó su disco Andejo en otoño de 2008. Después de que no tubiera tanto éxito como el anterior, empezó su primera gira donde dio conciertos en Europa y Australia hasta que su gira fue grabada en DVD y llegó en la primera posición en Serbia, Albania, Rusia, Portugal y Australia. Pasado unos meses, continuó con su gira, peró, tenía que hacer un concierto en Lisboa, peró la rechazó ya debido a cosas personales y contó de que tuvo que ser ingresada al Hospital de Lisboa, donde se recuperó. Al ser recuperada, tuvo que volver a su país natal ya de qué rechazó los periodistas después de no haber contado nada en la televisión ni en revistas. Cuando llegó al aeropuerto de Belgrado, fue otra vez ingresada al hospital después de tener un infarto y un ataque de mareo. Al recuperarse, siguió con su gira Molitva Šerifović Tour hasta que sus fanes le comentaron que le había pasado y les contó poco de lo qué le ocurrió.
Después de unos días, Šerifović, ganó la fama en América, y dio su primer concierto en serbio-inglés en Chicago. No fue mucha gente, pero al menos cumplió su sueño, comentaba Marija en la revista serbia Politika.
El disco Andejo salió a la venta el 3 de octubre de 2008 en su versión sencilla junto con el periódico Politika. Este acuerdo comercial entre el periódico y City Records permitió adquirir el álbum a un precio económico, debido a la fuerte crisis que sufría el país, beneficiándose a su vez de una masiva distribución. De esta manera el álbum logró vender 70.640 copias.
El 3 de abril se anunció de manera oficial que Andejo había vendido 120.000 copias y obtuvo la certificación de siete veces Platino. Un gran disco con varios estilos musicales, comenzando por pop rock y folk, y acabando con dance. En este disco se incluye la canción que había publicado en 2009, Nisi tu, como extra. Como regalo a los fanes, incluye en el álbum, de forma oculta, una canción en inglés, titulada Presentation of love, haciendo un adelanto de lo que podría ser un disco internacional. También, en el disco se incluye un dúo con la cantante serbia Jelena Tomašević, representante del Festival de la Canción de Eurovisión 2008 por Serbia.
En junio de 2009, a fechas de los premios VMA, de MAD, Marija ya había vendido más de 140.000 copias. En estos premios Marija, tras ser nominada a tres premios, terminó sin ningún premio.
Durante el verano de 2009 Marija estuvo trabajando junto la cantante serbia Jelena Karleuša en una gira por Europa, Asia y Australia, conjunta con el nombre Molitva Šerifović Tour, al igual que la canción que los dos artistas habían grabado juntos y que publicaron en los VMA'10. El tour fue todo un éxito y Marija estuvo involucrada totalmente en él.
En septiembre, lanzó como descarga digital el remix del cuarto single de Molitva. El remix, llegó a la 3 posición en Serbia y vendió más de 190.000 descargas sus primeras semanas de estreno, y llegó a la 6 posición en Portugal, donde fue muy respetada debido a todos sus fanes de diferentes países.

### 2013-presente: nueva etapa
En junio de 2013, se hizo conocer que hay rumores de que Marija vuelva a representar a Serbia en Eurovisión, esta vez celebrado en Dinamarca en 2014. Al final, Serbia no participó en esa edición.

## Política
El 24 de diciembre de 2007 en Kragujevac y 15 de enero de 2008 en Belgrado, Šerifović cantó su canción ganadora de Eurovisión éxito "Molitva" (Oración) en un mitin electoral del Partido Radical Serbio. También apoyó la candidatura presidencial del presidente del partido Nikolić Tomislav añadiendo que su canción era "una oración por un nuevo, diferente y más honesto Serbia". Muchos de los fans de Serifovic estaban decepcionados con su decisión de apoyar a Nikolic a la presidencia, teniendo en cuenta que la plataforma del Partido Radical Serbio se ha basado tradicionalmente en un mayor ideal de Serbia (considerado peligroso por algunos países situados cerca de Serbia), y que el hecho de que el líder del Partido Radical, Vojislav Seselj, está preso por el TPIY después de la guerra en La Haya. Ha habido cierta especulación de que los escritores de canciones Sasa Milosevic Mare y Vladimir Grajić Graja, que escribió la canción de Eurovisión "Molitva", dejó de trabajar en el nuevo álbum de Šerifović a causa de sus opiniones políticas.
La Unión Europea está considerando la posibilidad Marija Serifovic deje su papel como uno de los quince embajadores "interculturales" nombrados en el Año Europeo del Diálogo Intercultural (2008), debido a sus inclinaciones ultranacionalistas.
Sin embargo, antes de Šerifović fuera a Helsinki, Šerifović participó en una emisión en tiempo real llamado "Avalski toranj", donde cada una de las cuatro personas daban nombres de los tres serbios más importantes del país y Šerifović eligió al Dr. Zoran Djindjic, ex Primer Ministro Serbio y líder del Partido Demócrata. Además, en las elecciones para el Parlamento de Croacia, a finales de 2007, Šerifović fue a Zagreb para apoyar a Milorad Pupovac, líder del Partido Democrático de Serbia.

## Premios y nominaciones

### Resultados
| Año  | Premio                 | Categoría                                       | Resultado |
| 2007 | Marcel Bezençon Awards | Premio Artístico                                | Ganadora  |
| 2007 | MTV Music Awards       | Mejor artista con la mejor interpretación vocal | Ganadora  |
| 2007 | MTV Music Awards       | Mejor artista de Serbia                         | Ganadora  |
| 2008 | MTV Music Awards       | Mejor artista internacional más querida         | Nominada  |

## Discografía

### Álbumes
- 2003 Naj, najbolja (La Más Mejor)
- 2006 Bez ljubavi (Sin Amor)
- 2007 Molitva (Oración)
- 2008 Nisam anđeo (No Soy Un Ángel)
- 2009 Anđeo (Ángel)

### Otras canciones
- 2005 Ponuda (Oferta)
- 2005 Agonija (Agonía)
- 2007 Bez tebe (Sin Ti)
- 2007 Molitva (Ganadora LII Eurovisión)